# Życie Carlita
Życie Carlita (ang. Carlito's Way) – amerykański dramat gangsterski z 1993 roku w reżyserii Briana de Palmy. Scenariusz powstał na podstawie powieści Carlito's Way i After Hours autorstwa Edwina Torresa. Zdjęcia kręcono w Nowym Jorku.

## Opis fabuły
Carlito Brigante w przeszłości był jedną z największych osobistości świata przestępczego. W końcu jednak - za handel narkotykami - trafił do więzienia. Otrzymał wyrok opiewający na 30 lat. Dzięki staraniom swojego adwokata i przyjaciela zarazem, Davida Kleinfelda, wychodzi po 5 latach. Carlito, chcąc skończyć z dotychczasowym życiem, zostaje wspólnikiem właściciela nocnego klubu o nazwie "El Paradiso". Tym sposobem ma zamiar zdobyć 75 tysięcy dolarów, potrzebne mu na wejście w spółkę ze znajomym, poznanym w więzieniu, prowadzącym obecnie wypożyczalnię samochodów na Bahamach. Jednak przeszłość nie daje mu spokoju: pojawiają się znajomi z dawnych lat, którzy wątpią w rehabilitację Carlita. Nie wierzy w to również prokurator, który dąży do tego, by Carlito wrócił za kratki. Największe kłopoty spadną na Brigante wraz z prośbą Kleinfelda o przysługę.

## Obsada
- Al Pacino – Carlito Brigante
- Sean Penn – David Kleinfeld
- Penelope Ann Miller – Gail
- John Leguizamo – Benny Blanco
- Ingrid Rogers – Steffie
- Luis Guzmán – Pachanga
- James Rebhorn – Norwalk
- Joseph Siravo – Vinnie Taglialucci
- Viggo Mortensen – Lalin
- Richard Foronjy – Pete Amadesso

## Nagrody i wyróżnienia
- Złote Globy 1993
  - Sean Penn - najlepszy aktor drugoplanowy (nominacja)
  - Penelope Ann Miller - najlepsza aktorka drugoplanowa (nominacja)